# Willington Ortiz
Willington José Ortiz Palacio (Tumaco, 26 marzo 1952) è un ex calciatore colombiano, di ruolo attaccante. Figura al settimo posto della classifica dei realizzatori della Categoría Primera A. L'IFFHS l'ha incluso nella lista dei migliori calciatori sudamericani del XX secolo, classificandolo al diciassettesimo posto, posizione che lo qualifica come miglior giocatore del suo paese.

## Caratteristiche tecniche
Giocò come attaccante; si schierava solitamente sulla fascia destra, in una posizione tipica delle ali. Tra i suoi maggiori pregi vi erano la capacità nel dribbling, la velocità e la precisione nel tiro; abile tecnicamente, fu anche un calciatore tatticamente molto versatile.

## Carriera

### Club
Dopo un anno nel settore giovanile del Millonarios, a cui era giunto tramite segnalazione di Jaime Arroyaye, debuttò in prima squadra nel 1972 contro l'Internacional di Porto Alegre, compagine brasiliana, marcando la rete della vittoria. Tra l'anno del suo primo incontro alla sua ultima apparizione con la maglia del Millonarios passarono otto stagioni, durante le quali Ortiz fu per due volte campione di Colombia (1972 e 1978) e partecipò per quattro volte (di cui due consecutive) alla Coppa Libertadores. Trasferitosi al Deportivo Cali per tredici milioni di pesos, la cifra più alta sborsata in Colombia a quel tempo, vi giocò due buone stagioni, mettendosi particolarmente in evidenza durante la Coppa Libertadores 1981; in seguito, passò all'América di Cali. Con la squadra dalla divisa rossa rimase fino al termine della carriera: vinse, sotto la guida del tecnico Gabriel Ochoa Uribe, quattro campionati nazionali consecutivi (dal 1983 al 1986) e raggiunse per tre volte in sequenza la finale della Libertadores, perdendo però in tutte le occasioni. Le sue prestazioni con l'América lo annoverano fra i giocatori più rappresentativi di tale società. Al termine della sua carriera (avvenuto dopo la stagione 1988 e coronato da una partita d'addio il 15 marzo 1989 all'Estadio Olímpico Pascual Guerrero) contava 215 reti segnate in 710 gare ufficiali, di cui, 19 in 92 partite di Copa Libertadores.

### Nazionale
Convocato per la prima volta in Nazionale il 15 febbraio 1973, data del suo debutto, partecipò alla fase eliminatoria di quattro Mondiali: Germania Ovest 1974, Argentina 1978, Spagna 1982 e Messico 1986. La prima competizione ufficiale a cui prese parte fu la Copa América 1975: lì si fece notare per le sue prestazioni, impreziosite da due reti. In tale torneo, la sua selezione giunse in finale, persa poi a Caracas contro il Perù. Fu presente anche durante la Copa América 1979 e quella del 1983. Ha chiuso la sua carriera internazionale il 3 novembre 1985.

## Palmarès

### Club

#### Competizioni nazionali
- Campionato colombiano: 6

Millonarios: 1972, 1978
América: 1983, 1984, 1985, 1986